# Temporada 1993-1994 del FC Barcelona
Les dades més destacades de la temporada 1993-1994 del Futbol Club Barcelona són les següents:

## 1994

### Abril
- 27 abril - Copa d'Europa. Semifinals Tornada: El Barça es classifica per la final de la Copa d'Europa després d'eliminar l'Oporto amb una gran victòria per 3-0 a l'estadi. Stoítxkov (2) i Koeman, amb un gran tret des de 40 metres, fan els gols que liquiden l'equip de Bobby Robson. L'AC Milan serà l'adversari a la final d'Atenes.
- 24 abril - 35a. jornada de Lliga - El Barça s'imposa amb autoritat a Balaídos (0-4) davant el Celta. Gols de Stoítxkov (2), Amor i Quique Estebaranz i expulsió de Patxi Salinas. El Deportivo no passa de l'empat a Lleida (0-0) i el FCB queda només a dos punts dels gallecs.

### Gener
- 30 gener - 21a. jornada de Lliga - El Barça s'imposa a l'Albacete al Camp Nou (2-1) amb dos gols de Julio Salinas. El Deportivo de La Coruña segueix líder amb quatre punts més que el FCB.
- 8 de gener El Barça aconsegueix una victória històrica per 5-0 sobre el Reial Madrid en el Camp Nou, amb gols de Koeman, Romário (3) i Iván.

## Títols
- Lliga: (14a)

## Plantilla
| - Josep Guardiola - Albert Ferrer - Sergi Barjuan - Carles Busquets - Guillermo Amor - Miquel Angel Nadal - Andoni Zubizarreta - Jose Mari Bakero - Txiki Begiristain - Eusebio Sacristán |  | - Julio Salinas - Jon Andoni Goikoetxea - Juan Carlos Rodríguez - Quique Estebaranz - Ivan Iglesias - Ronald Koeman - Michael Laudrup - Romário de Souza - Hristo Stòitxkov |  | Jugadors del filial: - Oscar García - Ronnie Ekelund |

- Entrenador:  Johan Cruyff

## Resultats
| PARTITS |
| --- |
| 5-9-1993 LIGA BARCELONA-REAL SOCIEDAD 3-0 11-9-1993 LIGA ALBACETE-BARCELONA 0-0 19-9-1993 LIGA ATHLETIC DE BILBAO-BARCELONA 0-0 26-9-1993 LIGA BARCELONA-ZARAGOZA 4-1 3-10-1993 LIGA OSASUNA-BARCELONA 2-3 6-10-1993 LIGA BARCELONA-VALLADOLID 3-0 16-10-1993 LIGA DEPORTIVO-BARCELONA 1-0 24-10-1993 LIGA BARCELONA-OVIEDO 1-0 30-10-1993 LIGA ATLETICO DE MADRID-BARCELONA 4-3 7-11-1993 LIGA BARCELONA-RACING 2-1 10-11-1993 LIGA TENERIFE-BARCELONA 2-3 20-11-1993 LIGA BARCELONA-LLEIDA 0-1 28-11-1993 LIGA RAYO VALLECANO-BARCELONA 2-4 4-12-1993 LIGA BARCELONA-LOGRONES 2-2 11-12-1993 LIGA VALENCIA-BARCELONA 0-4 19-12-1993 LIGA BARCELONA-CELTA 1-0 2-1-1994 LIGA SPORTING-BARCELONA 2-0 8-1-1994 LIGA BARCELONA-REAL MADRID 5-0 16-1-1994 LIGA SEVILLA-BARCELONA 0-0 22-1-1994 LIGA REAL SOCIEDAD-BARCELONA 2-1 30-1-1994 LIGA BARCELONA-ALBACETE 2-1 6-2-1994 LIGA BARCELONA-ATHLETIC DE BILBAO 2-3 13-2-1994 LIGA ZARAGOZA-BARCELONA 6-3 19-2-1994 LIGA BARCELONA-OSASUNA 8-1 22-2-1994 LIGA VALLADOLID-BARCELONA 1-3 27-2-1994 LIGA BARCELONA-DEPORTIVO 3-0 6-3-1994 LIGA OVIEDO-BARCELONA 1-3 12-3-1994 LIGA BARCELONA-ATLETICO DE MADRID 5-3 19-3-1994 LIGA RACING-BARCELONA 1-1 26-3-1994 LIGA BARCELONA-TENERIFE 2-1 2-4-1994 LIGA LLEIDA-BARCELONA 1-2 6-4-1994 LIGA BARCELONA-RAYO VALLECANO 1-0 9-4-1994 LIGA LOGRONES-BARCELONA 0-0 16-4-1994 LIGA BARCELONA-VALENCIA 3-1 23-4-1994 LIGA CELTA-BARCELONA 0-4 1-5-1994 LIGA BARCELONA-SPORTING 4-0 7-5-1994 LIGA REAL MADRID-BARCELONA 0-1 14-5-1994 LIGA BARCELONA-SEVILLA 5-2 4-1-1994 COPA DEL REI SPORTING-BARCELONA 0-3 12-1-1994 COPA DEL REI BARCELONA-SPORTING 1-1 26-1-1994 COPA DEL REI BETIS-BARCELONA 0-0 3-2-1994 COPA DEL REI BARCELONA-BETIS 0-1 2-12-1993 SUPERCOPA D'ESPANYA REAL MADRID-BARCELONA 3-1 16-12-1993 SUPERCOPA D'ESPANYA BARCELONA-REAL MADRID 1-1 24-5-1994 COPA DE CATALUNYA SANT ANDREU-BARCELONA 0-2 30-5-1994 COPA DE CATALUNYA BARCELONA-ANDORRA 1-2 15-9-1993 COPA D'EUROPA DINAMO DE KIEV-BARCELONA 3-1 29-9-1993 COPA D'EUROPA BARCELONA-DINAMO DE KIEV 4-1 20-10-1993 COPA D'EUROPA BARCELONA-AUTRIA DE VIENA 3-0 3-11-1993 COPA D'EUROPA AUSTRIA DE VIENA-BARCELONA 1-2 24-11-1993 COPA D'EUROPA GALATASARAY-BARCELONA 0-0 8-12-1993 COPA D'EUROPA BARCELONA-MONACO 2-0 2-3-1994 COPA D'EUROPA SPARTAK DE MOSCU-BARCELONA 2-2 16-3-1994 COPA D'EUROPA BARCELONA-SPARTAK DE MOSCU 5-1 30-3-1994 COPA D'EUROPA BARCELONA-GALATASARAY 3-0 13-4-1994 COPA D'EUROPA MONACO-BARCELONA 0-1 27-4-1994 COPA D'EUROPA BARCELONA-PORTO 3-0 18-5-1994 COPA D'EUROPA BARCELONA-MILAN 0-4 28-7-1993 Amistós VV BUITEMPOST-BARCELONA 0-13 29-7-1993 Amistós TWENTE-BARCELONA 1-0 31-7-1993 Amistós FEYENOORD-BARCELONA 4-2 2-8-1993 Amistós SC HEERENVEEN-BARCELONA 5-4 4-8-1993 Amistós AJAX AMSTERDAM-BARCELONA 2-4 6-8-1993 Amistós OVIEDO-BARCELONA 0-1 /3-5/ PENALS 8-8-1993 Amistós MILAN-BARCELONA 3-0 12-8-1993 Amistós DEPORTIVO-BARCELONA 0-1 14-8-1993 Amistós SAO PAULO-BARCELONA 0-1 16-8-1993 TROFEO FORTA-Antena 3 TV SEVILLA-BARCELONA 1-2 16-8-1993 TROFEO FORTA-Antena 3 TV ATLETICO DE MADRID-BARCELONA 0-2 18-8-1993 Amistós BENFICA DE LISBOA-BARCELONA 2-1 24-8-1993 GAMPER BARCELONA-HAJDUK SPLIT 4-0 25-8-1993 GAMPER BARCELONA-TENERIFE 1-3 28-8-1993 Amistós BOCA JUNIORS-BARCELONA 1-0 /6-5/ PENALS 28-8-1993 Amistós TENERIFE-BARCELONA 1-5 31-8-1993 Amistós SEVILLA-BARCELONA 1-5 31-8-1993 Amistós PARMA-BARCELONA 0-0 27-10-1993 Amistós COPENHAGUE-BARCELONA 2-3 8-2-1994 Amistós BARCELONA-BORUSSIA DORTMUND 3-0 8-3-1994 Amistós BARCELONA-BAYERN DE MUNICH 1-0 21-5-1994 Amistós TROFEO DE LAS TELEVISIONES AUTONÓMICAS ATHLETIC DE BILBAO-BARCELONA 2-1 25-5-1994 Amistós TROFEO DE LAS TELEVISIONES AUTONÓMICAS CELTA - BARCELONA 3-0 1-6-1994 Amistós TROFEO DE LAS TELEVISIONES AUTONÓMICAS BARCELONA - ATHLETIC 1-0 4-6-1994 Amistós TROFEO DE LAS TELEVISIONES AUTONÓMICAS BARCELONA - CELTA DE VIGO 2-1 |